# اردشیر میرزا

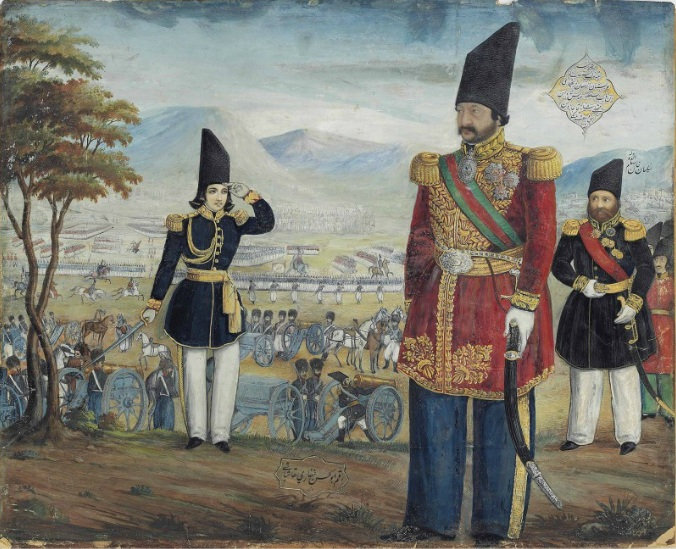
اردشیر میرزا در حال سان دیدن از سربازانش قبل از شروع جنگ

اردشیر میرزا شاهزاده قاجار و پسر نهم عباس میرزا پسر فتحعلی شاه قاجار بود.
در سال ۱۲۳۰ قمری از مادری ارمنی از اهالی تفلیس به نام شمایل خانم متولد شد. در زمان پدرش به حکومت گروس و سپس به حکومت استرآباد و آذربایجان و خراسان رسید. 
در سال 1250 قمری که حاکم گروس بود با مرگ خسروخان اردلان والی کردستان،  لشکری بزرگ فراهم آورد و به طمع تسخیر حکومت کردستان، به راه افتاد. والیه‌خانم همسر خسروخان اردلان  که عمه‌ی او بود، با لشکری بزرگ به مصاف او رفت. در منطقه‌ی آقبلاق دیواندره با هم روبرو شدند. بزرگان قاجار جمع شدند و بین آن دو صلح برقرار کردند. دختر بزرگ خسروخان و والیه‌خانم به نام خانم‌خانم‌ها به عقد ازدواج اردشیر میرزا در آمد و جنگ پایان یافت. 
در سال ۱۲۷۳ هـ. ق لقب رکن‌الدوله یافت و در سال ۱۲۸۳ هـ. ق (یا ۱۲۷۴) بر اثر بیماری کبدی جان سپرد.
رکن‌الدوله مردی فاضل بود و با تخلص «آگاه» شعر می‌گفت. مرگ او را براثر اثر زیاده روی در نوشیدن شراب دانسته‌اند.
رکن‌الدوله دو پسر و یک دختر داشت. دخترش نورالعین خانم با الله‌یارخان آجودان‌باشی (متوفی ۱۲۹۴ قمری) ازدواج کرد و صاحب پسری شد به نام حسن خان سردارکل.